# Škoda T-32 (Š-I-D)
Lo Škoda Š-I-D o Брза борна кола T-32 (in serbo Brza borna kola T-32: carro armato veloce T-32) era un tankette cecoslovacco prodotto alla fine degli anni trenta per il Reale Esercito Jugoslavo e impiegato nella seconda guerra mondiale.

## Storia

### Sviluppo e produzione
Nei primi anni trenta, l'esercito jugoslavo necessitava di carri leggeri o tankette per equipaggiare i reggimenti motorizzati da aggregare alle due divisioni di cavalleria. Negli anni venti-trenta la Francia aveva ceduto 56 mezzi di surplus, tra Citroën-Kégresse P28 e Renault FT, e a metà del 1935 vendette alla Jugoslavia 54 carri leggeri Renault R35. Venne valutato l'acquisto di nuovi carri sovietici T-26 e BT, scoraggiato poi da ragioni politiche.
Tra il 1933 e il 1934 vennero testate il tankette polacco TK-3 e i cecoslovacchi vz. 33 e Škoda MU-4, tutti rigettati in quanto inaffidabili meccanicamente e poco armati. Dopo questa sconfitta, la Škoda iniziò lo sviluppo di un nuovo tankette, basato sul MU-4 ma più protetto e armato di cannone da 37 mm. Il prototipo, completato nel 1935, venne denominato Š-I-d. Il mezzo era dotato di una casamatta corazzata rivettata munita di cupola per il capocarro, con corazzatura frontale di 20 mm, laterale di 15 mm. La delegazione jugoslava che valutò il mezzo nel 1936 espresse dubbi sulla corazzatura, essendo richiesto uno spessore frontale di 30 mm. Sul modello di serie Š-I-D, denominato ufficialmente Брза борна кола T-32, venne raggiunto il compromesso su 22 mm; il mezzo venne ordinato ma a causa dell'occupazione tedesca della Cecoslovacchia, vennero consegnati solo 8 esemplari, assegnati allo Squadrone veicoli corazzati della Scuola di Cavalleria di Zemun.
I veicoli rivelarono debolezze strutturali già nel primo anno di utilizzo, nonostante gli interventi di meccanici della casa madre. Dopo questa iniziale esperienza, gli jugoslavi chiesero quindi lo sviluppo di un mezzo più potente e più protetto, con una meccanica migliorata. Nel 1938 venne presentato lo Škoda Š-I-j, ordinato nel 1939 in 108 esemplari mai consegnati a causa dell'invasione tedesca.

### Impiego operativo
Alla vigilia dello scoppio della guerra d'aprile, l'esercito jugoslavo schierava 118 carri e tankette divisi tra le seguenti unità:
- I Battaglione: comando a Belgrado, compagnie su FT e P28 assegnate alla 2ª Armata a Sarajevo, 3ª Armata a Skopje e 4ª Armata a Zagabria.
- II Battaglione: su carri R35 a Belgrado, con distaccamenti presso la 3ª Armata nell'autunno 1940.
- uno squadrone a Zemun su 8 T-32, due Berliet, una SPA e due autocarri blindati di produzione locale.

Lo squadrone di Zemun fu incaricato di difendere il sedime aeroportuale di Belgrado da eventuali assalti aerei tra il 6 e il 10 aprile 1941. Poi, con un mezzo fuori uso per problemi meccanici, i 7 T-32 furono inviati a contrastare l'avanzata tedesca verso Belgrado. A Mladenovac i mezzi furono riforniti di carburante e, su ordine del comando della 6ª Armata, andarono a sbarrare la strada verso Belgrado nei pressi di Topola. Una pattuglia di due mezzi fu inviata a Kragujevac; un mezzo fu abbandonato in avaria, ma il secondo T-32 si scontrò con una colonna corazzata tedesca, uscendone indenne, per poi essere abbandonato in avaria sulla strada di Belgrado. Lo squadrone, ridotto a 4-5 T-32 operativi, entrarono in contatto con i tedeschi, causando la perdita di alcuni carri. Alla fine della guerra d'aprile, tutti i mezzi risultarono persi. Due mezzi danneggiati vennero recuperati dai tedeschi e ridenominati Pz.Kpfw. 732(j); il loro destino rimane sconosciuto.

## Tecnica

### Š-I-d
Il prototipo Š-I-d era caratterizzato da una casamatta corazzata in piastre rivettate da 20 mm sul frontale, 15 mm ai fianchi e 10 mm posteriori. L'equipaggio era costituito da pilota a destra e capocarro/cannoniere a sinistra, che disponevano di due feritoie anteriori e di una cupola per l'osservazione del campo di battaglia per il capocarro. Lo scafo era lungo 3,1 m, largo 1,9 m e alto 1,6 m. Il treno di rotolamento era costituito da due carrelli da due ruote portanti e tre rulli reggi-cingolo per lato. L'armamento era costituto da un cannone Škoda 3,7 cm A3, con elevazione -10°/+25° e brandeggio -15°/+15°, e da una mitragliatrice ZB vz. 30 in calibro 7,92 × 57 mm Mauser. Il motore erogava 55 hp.

### Š-I-D/T-32
Rispetto al prototipo, questo modello di serie era più lungo di circa mezzo metro (3,58 m), mentre erano simili larghezza (1,95 m) e altezza (1,76 m). L'allungamento del treno di rotolamento comportò l'installazione di una ulteriore ruota portante singola e di un quarto rullo reggi-cingolo. La corazzatura frontale della casamatta era aumentata a 22 mm. L'armamento era costituito dal cannone Škoda 3,7 cm A3J, con elevazione -10°/+25° e brandeggio -15°/+15° e riserva di 42 colpi, capace di una gittata efficace di 1.000 m e di una capacità di penetrazione di 30-32 mm a 30° alla distanza di 500 m. L'armamento secondario era costituito dalla mitragliatrice ZB vz. 30J con 1.000 colpi, operata dal pilota. Il motore venne potenziato per erogare 60 hp.
Rispetto ai tankette coevi, sulla carta il T-32 risultava un progetto avanzato, con la sua sagoma bassa, veloce, ben armato e protetto. Il mezzo difettava però nella meccanica, a causa dei problemi alle sospensioni e al treno di rotolamento.